# Diplossomo
Diplossomo é o nome que se dá a estrutura formada por dois centríolos dispostos perpendicularmente entre si.